# Lycodon flavicollis
Lycodon flavicollis är en ormart som beskrevs av Mukherjee och Bhupathy 2007. Lycodon flavicollis ingår i släktet Lycodon och familjen snokar. Inga underarter finns listade i Catalogue of Life.
Denna orm förekommer i centrala och södra Indien i delstaterna Karnataka, Telangana, Tamil Nadu och Andhra Pradesh. Honor lägger troligtvis ägg.